# پتکیا
پتکیا (به اسپانیایی: Patquía) یک منطقهٔ مسکونی در آرژانتین است که در Independencia واقع شده‌است.